# 大分県立宇佐高等学校
大分県立宇佐高等学校（おおいたけんりつ うさこうとうがっこう）とは、大分県宇佐市にある高等学校である。2007年（平成19年）4月には、大分県立四日市高等学校と統合され、新たな大分県立宇佐高等学校となった。略称は、宇佐高。

## 概要
旧制大分県立宇佐中学校を前身とする。1948年(昭和23年)、新学制により大分県立宇佐高等学校（男女共学）となった。
校地は宇佐神宮付近の老上ヶ丘（ろうじょうがおか）にあり、付近には国宝宇佐神宮、大楽寺、円通寺など寺社が多い。

### 沿革
1897年（明治30年）、中津尋常中学校（現大分県立中津南高等学校）の宇佐分校として開校した。当時は大分、中津、杵築、臼杵、竹田に次ぐ県内6番目の中学校であり、宇佐以外はいずれも城下町であることから、宇佐の地の教育熱の高さ、地元有力者の努力の跡が窺える。
1901年 (明治34年)、大分県立宇佐中学校と改称し、県下で六中学校時代となった。
1948年 (昭和23年)、新学制により男女共学の大分県立宇佐高等学校となる。
2007年（平成19年）4月には、大分県立四日市高等学校と統合された。

### 年表
- 1894年(明治27年) - 大分尋常中学校中津分校設置。
- 1897年(明治30年) - 大分県中津尋常中学校宇佐分校設置。宇佐神宮宣教館（能舞台）を仮校舎とする。
- 1899年(明治32年) - 老上ヶ丘（現校地）に校舎を建設。
- 1901年(明治34年) - 大分県立宇佐中学校と改称。
- 1948年(昭和23年) - 新学制により大分県立宇佐高等学校となる。
- 2007年(平成19年) - 大分県立四日市高等学校と統合。[1]

## 設置学科
- 普通科

## 施設・設備
- 管理棟 (昭和55年)
- 普通教室棟 (平成23年)
- 特別教室棟 (昭和57年)
- 体育館 (平成元年)
- 柔剣道場 (昭和47年)
- 屋内相撲場 (昭和47年)
- ウエイトリフティング場 (平成19年)
- テニスコート (平成5年)
- 卓球場 (平成19年)
- 弓道場 (昭和56年)
- プール (昭和63年)
- 老上ヶ丘会館 (平成8年)[2]

## 部活動
| - 運動系部活動 - 硬式野球部 - 軟式野球部 - 相撲部 - ウエイトリフティング部 - サッカー部 - バスケットボール部 - 弓道部 - 剣道部 - テニス部 - 陸上部 - バレー部 - バドミントン同好会 | - 文化系部活動 - 新聞部 - 美術部 - 生花部 - 茶道部 - 放送部 - 家庭部 - ESS部 - JRC部 - 書道部 - 文芸部 - 科学部 - 吹奏楽部 - プログラミング同好会 - 卓球部 |

## 所在地
- 大分県宇佐市大字南宇佐1543

北緯33度31分51秒 東経131度22分41秒 / 北緯33.53083度 東経131.37806度

## 交通
最寄駅：九州旅客鉄道(JR九州)日豊本線宇佐駅
宇佐駅より国道10号を中津方面へ、車で約5分。国道10号宇佐高校入口交差点を右折。

## 主な出身者
- 三好輝彦 - 海軍少将
- 草地貞吾 - 陸軍大佐、関東軍参謀 / シベリア抑留後帰還、国士舘高元校長
- 豊田隈雄 - 海軍大佐、作家
- 大慈弥嘉久 - 通産事務次官、アラビア石油社長
- 鹿島俊策 - 俳優
- 是永修治 - 元宇佐市長
- 宮田宗武 - ぶどう農家
- 後藤竜也 - 宇佐市長
- 神出元一 - 全農理事長